# Soudan (Deux-Sèvres)
Soudan és un municipi francès situat al departament de Deux-Sèvres i a la regió de la Nova Aquitània. L'any 2007 tenia 419 habitants.

## Demografia

### Població
El 2007 la població de fet de Soudan era de 419 persones. Hi havia 164 famílies de les quals 38 eren unipersonals (21 homes vivint sols i 17 dones vivint soles), 55 parelles sense fills, 67 parelles amb fills i 4 famílies monoparentals amb fills.
La població ha evolucionat segons el següent gràfic:
Habitants censats

### Habitatges
El 2007 hi havia 197 habitatges, 162 eren l'habitatge principal de la família, 16 eren segones residències i 20 estaven desocupats. 194 eren cases i 2 eren apartaments. Dels 162 habitatges principals, 127 estaven ocupats pels seus propietaris, 33 estaven llogats i ocupats pels llogaters i 2 estaven cedits a títol gratuït; 1 tenia una cambra, 9 en tenien dues, 16 en tenien tres, 46 en tenien quatre i 89 en tenien cinc o més. 129 habitatges disposaven pel capbaix d'una plaça de pàrquing. A 76 habitatges hi havia un automòbil i a 77 n'hi havia dos o més.

### Piràmide de població
La piràmide de població per edats i sexe el 2009 era:
| Homes | Edats   | Dones |
| ----- | ------- | ----- |
| 0     | 95 o +  | 0     |
| 0     | 90 a 94 | 0     |
| 4     | 85 a 89 | 0     |
| 0     | 80 a 84 | 4     |
| 20    | 75 a 79 | 8     |
| 4     | 70 a 74 | 12    |
| 20    | 65 a 69 | 12    |
| 4     | 60 a 64 | 12    |
| 8     | 55 a 59 | 4     |
| 16    | 50 a 54 | 0     |
| 0     | 45 a 49 | 12    |
| 8     | 40 a 44 | 8     |
| 12    | 35 a 39 | 0     |
| 40    | 30 a 34 | 32    |
| 4     | 25 a 29 | 16    |
| 0     | 20 a 24 | 0     |
| 8     | 15 a 19 | 0     |
| 12    | 10 a 14 | 12    |
| 16    | 5 a 9   | 16    |
| 8     | 0 a 4   | 20    |

## Economia
El 2007 la població en edat de treballar era de 239 persones, 177 eren actives i 62 eren inactives. De les 177 persones actives 158 estaven ocupades (95 homes i 63 dones) i 19 estaven aturades (5 homes i 14 dones). De les 62 persones inactives 22 estaven jubilades, 21 estaven estudiant i 19 estaven classificades com a «altres inactius».

### Ingressos
El 2009 a Soudan hi havia 170 unitats fiscals que integraven 440,5 persones, la mediana anual d'ingressos fiscals per persona era de 14.911 €.

### Activitats econòmiques
Dels 12 establiments que hi havia el 2007, 1 era d'una empresa extractiva, 1 d'una empresa alimentària, 1 d'una empresa de fabricació de material elèctric, 3 d'empreses de comerç i reparació d'automòbils, 1 d'una empresa de transport, 1 d'una empresa d'hostatgeria i restauració, 1 d'una empresa financera i 3 d'empreses de serveis.
L'únic establiment comercial que hi havia el 2009 era una fleca.
L'any 2000 a Soudan hi havia 18 explotacions agrícoles que ocupaven un total de 990 hectàrees.

## Equipaments sanitaris i escolars
El 2009 hi havia una escola maternal integrada dins d'un grup escolar amb les comunes properes formant una escola dispersa.

## Poblacions més properes
El següent diagrama mostra les poblacions més properes.